# 愛你的凱蒂
《愛你的凱蒂》（英語：XO, Kitty），是一部Netflix原創美國青少年浪漫喜劇影集，由韓裔美籍作家韓珍妮開創。本劇是2018年電影《愛的過去進行式》的衍生劇，也是Netflix首部從原創電影衍生出來的影集。劇情以《愛的過去進行式：真愛永遠》的片段為前提，講述凱蒂（Kitty）在首爾遇見了她的初戀男友小戴（Dae）之後的故事。主演陣容為安娜·卡思卡特、崔民英、李相憲、金祉雅（Gia Kim）、彼得·森瓦（Peter Thurnwald）和金倫珍。
2023年5月18日，第一季於Netflix首播。同年6月14日，官方宣布已續訂第二季。第二季於2025年1月16日播出，諾亞·森迪尼奧將回歸出演原角色彼得·卡文斯基（Peter Kavinsky）。2025年2月14日，宣布本劇已續訂第三季。

## 劇情大綱
前情提要：在《愛的過去進行式：真愛永遠》中，科維一家人到韓國旅遊，而勞拉·珍（Lara Jean）的妹妹凱蒂在鎖橋上邂逅了韓國男孩小戴之後，兩人維持了多年的筆友。
凱蒂相信兩個相愛的人就會像她姐姐勞拉·珍與男友彼得一樣永遠幸福在一起。四年後，為了追求她的真愛小戴以及認識母親的過往，凱蒂申請轉學到母親高中時就讀的寄宿學校——首爾韓國私立學校（Korea Independent School of Seoul，以下簡稱KISS）。在那裡，她將認識她人生中最棒的朋友——侑莉、民豪、Q還有最善解人意的化學教授艾力克斯，但同時也有很多複雜的事情接踵而來，凱蒂將會如何化解危機呢？

## 演員及角色

### KISS的學生
- 凱瑟琳·「凱蒂」·宋·科維（Katherine "Kitty" Song Covey；安娜·卡思卡特（英语：Anna Cathcart）飾演，主角）

丹·科維與宋伊芙的小女兒，綽號波特蘭跟蹤狂。
- 金戴勛（Kim Dae-heon；崔民英飾演；第1季主演）

凱蒂的筆友與愛慕對象，韓侑莉的家教兼假男友，韓家司機的兒子。
- 韓侑莉（Han Yu-ri；金祉雅飾演；第1季主演）

出身富裕家庭，英文流利，凱蒂的好友，金戴勛的假女友。
- 昆西·「Q」·沙巴茲安（Quincy "Q" Shabazian；安東尼·凱文飾演；第1季主演）

伊朗菲律賓裔美國人，熱愛運動，金戴勛的好友，佛瑞恩的男友。
- 民豪（Min-ho；李相憲飾演；第1季主演）

在機場撞到凱蒂的人，金戴勛的好友，穿著打扮精緻的男孩，經常跟凱蒂鬥嘴。
- 茱莉安娜（Juliana；蕾根·艾利亞飾演；第1季主演）

KISS的前學生，韓侑莉的女友。
- 麥迪森·米勒（Madison Miller；喬絲琳·謝爾弗飾演；第1季常設）

韓總裁的生意夥伴的女兒，略懂韓國文化，對民豪有興趣。
- 佛瑞恩（Florian；西奧·奧吉耶·博納文圖爾飾演；第1季常設）

Q的法國男友，熱愛文學，李教授最喜歡的學生。
- 美熙（Mi-hee；吳珊妮飾演；第1季常設）

韓侑莉的朋友。
- 尤妮絲（Eunice；柳翰庇（英语：Ryu Han-bi）飾演；第1季常設）

韓侑莉的朋友。
- 根（Geon；李正漢飾演；第1季常設）

凱蒂在派對上認識的朋友。

### KISS的教職員
- 林志娜（Jina Lim；金倫珍飾演；第1季常設）

KISS的校長，韓侑莉的母親，凱蒂母親的摯友。
- 丹尼爾·李（Professor Daniel Lee；邁克爾·K·李（英语：Michael K. Lee）飾演；第1季常設）

文學教授，總是對人不理不睬，與林志娜、宋伊芙是音樂系的同學。
- 艾利克斯·芬尼帝（Professor Alex Finnerty；彼得·森瓦飾演；第1季主演）

新來的化學教授、舍監，來自墨爾本。

### 其他人物
- 丹·科維（Dan Covey；約翰·科貝特飾演；第1季客串）

一名婦產科醫生，凱蒂的父親。
- 翠娜·羅斯柴爾德（Trina Rothschild；莎拉優·拉奧飾演；第1季客串）

丹的現任妻子。
- 金先生（Mr. Kim；李成旭飾演；第1季常設）

金戴勛的父親，韓侑莉家的司機。
- 韓順錦（Han Sung-jin；李亨哲飾演；第1季常設）

飯店集團總裁，韓侑莉的父親。
- 多美（Dami；韓彩英飾演；第1季客串）

知名女星，民豪的母親。
- 露露（Lulu；彩麟飾演；第1季客串）

民豪的約會對象。
- 朴洋（Ocean Park；玉澤演飾演；第1季客串）

知名男星，多美的朋友。

## 集數

### 影集概覽
| 季數 | 集数 | 集数 | 上線日期      | 上線日期      |
| ---- | ---- | ---- | ------------- | ------------- |
| 1    | 10   | 10   | 2023年5月18日 | 2023年5月18日 |
| 2    | 8    | 8    | 2025年1月16日 | 2025年1月16日 |

### 第1季（2023年）
| 總集數 | 集數 （季） | 標題             | 導演                                      | 編劇                                                              | 上線日期      |
| --- | ----------- | ---------------- | ----------------------------------------- | ----------------------------------------------------------------- | ------------- |
| 1 | 1           | 親親抱抱 XO      | 珍妮佛·阿諾德 （Jennifer Arnold）         | 韓珍妮、希布恩·薇薇安                                             | 2023年5月18日 |
| 為了瞭解母親的過去，凱蒂決定報名首爾韓國私立學校。她滿心歡喜的前往首爾尋找他的真愛，卻發現令人心碎的真相。 |             |                  |                                           |                                                                   |               |
| 2 | 2           | 搞什麼 WTF       | 珍妮佛·阿諾德                             | 希布恩·薇薇安                                                     | 2023年5月18日 |
| 凱蒂發現戴和韓侑莉正在交往，讓她一氣之下收拾行李準備回美國。戴正在跟他的室友Q和民豪解釋事情的來龍去脈，這時宿舍裡的另一間空房傳出了聲響，想不到竟是凱蒂，因為她在登記住宿時只填姓氏而被誤分配到男生宿舍。本以為睡醒之後戴就可以跟凱蒂解釋完一整串烏龍事件，沒想到侑莉與戴之間的秘密關係又讓事情變得更加複雜......      |             |                  |                                           |                                                                   |               |
| 3 | 3           | 親吻 KISS        | 傑夫·陳 （Jeff Chan）                     | 阿蘭娜·貝內特（Alanna Bennett）                                   | 2023年5月18日 |
| 韓侑莉跟戴的戀情曝光了，再加上侑莉母親緊盯著她的一舉一動，使得他們倆人只好繼續扮演假情侶，還得簽下保密協定。凱蒂發現Q似乎對某一位同學有好感，她將發揮她的專長把Q跟佛瑞恩撮合在一起。由於韓侑莉一直警告戴要遵守保密協定，逼不得已之下戴只好藉由凱蒂犯的錯誤來將她甩開。傷心的凱蒂回到宿舍後，發現了一個令人震驚的事實。 |             |                  |                                           |                                                                   |               |
| 4 | 4           | 星期五萬歲 TGIF  | 傑夫·陳                                   | 艾蜜莉·金（Emily Kim）                                            | 2023年5月18日 |
| 凱蒂深信戴和韓侑莉的關係絕對是假的，於是她打算在Q舉辦的登山健行活動時跟戴說清楚一切事情，然而，多事的民豪卻找了韓侑莉一起來參加，讓戴跟凱蒂又錯過了解開心結的機會。凱蒂發現了與母親有關的線索，她潛入醫院的檔案室，得知母親曾在這裡生過一名男孩，也就是凱蒂同母異父的哥哥。                                            |             |                  |                                           |                                                                   |               |
| 5 | 5           | 老實說 TBH       | 珍妮佛·阿諾德                             | 莎拉·崔（Sarah Choi）                                             | 2023年5月18日 |
| 凱蒂認為艾利克斯很有可能是她的哥哥，她決定找機會跟他談這件事情。韓侑莉問起宋伊芙的事情，但林志娜似乎對過往有所隱瞞。秋夕到了，同學們都紛紛回家過節，而凱蒂舉辦了一場晚宴並邀請像她一樣身處異鄉的外籍人士參加。晚宴結束後，凱蒂準備好向艾利克斯說出心中的疑問，但艾利克斯搶先一步告訴凱蒂他一直在尋找的真相。           |             |                  |                                           |                                                                   |               |
| 6 | 6           | 自備飲料 BYOB    | 珍妮佛·阿諾德                             | 漢娜·史坦布里奇（Hanna Stanbridge）、 克里斯·馬丁（Chris Martin） | 2023年5月18日 |
| 民豪做了一個奇妙的夢，似乎讓他對凱蒂的感覺產生了變化。所有同學盛裝出席民豪舉辦的派對，凱蒂決定尋找新對象。喝醉的凱蒂不小心發錯訊息給李教授，讓李教授跟校長兩人衝去現場阻止派對。戴不理解為什麼凱蒂還是不原諒他，一問之下發現韓侑莉拿走了凱蒂的項鍊。                                                                   |             |                  |                                           |                                                                   |               |
| 7 | 7           | 今天我學到了 TIL | 帕梅拉·羅曼諾夫斯基                       | 潔西卡·奧圖爾                                                     | 2023年5月18日 |
| 所有參加派對的人都被李教授罰留校察看。林志娜發現女兒戴著她的項鍊，但凱蒂說那條項鍊是她母親宋伊芙的，這下韓侑莉更加確信母親在對她撒謊。為了找尋被隱藏的真相，韓侑莉決定跟凱蒂一起去找畢業紀念冊來瞭解她們母親的過去。凱蒂發現艾利克斯的生母可能不是宋伊芙。韓侑莉受夠母親要她演的這齣戲，她決定跟戴「分手」。           |             |                  |                                           |                                                                   |               |
| 8 | 8           | 尋求組隊 LFG     | 帕梅拉·羅曼諾夫斯基                       | 潔西卡·奧圖爾、莎夏·羅斯柴爾德                                    | 2023年5月18日 |
| 凱蒂跟戴終於正式在一起。艾利克斯舉辦了班遊活動。韓侑莉向凱蒂坦承一切，凱蒂幫助她重新連絡上茱莉安娜。一切事情都回到正軌，但凱蒂卻沒有感到非常開心。 |             |                  |                                           |                                                                   |               |
| 9 | 9           | 天翻地覆 SNAFU   | 凱蒂納·梅迪納·莫拉 （Katina Medina Mora） | 莎夏·羅斯柴爾德                                                   | 2023年5月18日 |
| 艾利克斯找到了他的生母。林志娜向韓順錦坦承她在16歲時生了一個兒子。侑莉正式出櫃，讓她內心感到真正的自由。凱蒂發現自己對侑莉的心意越來越明確。才藝表演出了意外，民豪奮不顧身救了凱蒂。 |             |                  |                                           |                                                                   |               |
| 10 | 10          | 天生一對 OTP     | 凱蒂納·梅迪納·莫拉                        | 潔西卡·奧圖爾、莎夏·羅斯柴爾德                                    | 2023年5月18日 |
| 凱蒂對自己的性向感到困惑，她跟戴分手並坦言她喜歡侑莉。志娜跟侑莉和好，她後悔自己對女兒犯下的過錯。校方發現凱蒂睡在男生宿舍的事情，他們決定開除她的學籍。凱蒂在讀著母親寫給志娜的信中得知一位叫賽門的人。在回美國的飛機上，凱蒂遇見民豪，本以為民豪只是來跟她道別，但民豪向凱蒂說出了自己的心意......                   |             |                  |                                           |                                                                   |               |

### 第2季（2025年）
| 總集數 | 集數 （季） | 標題                             | 導演                            | 編劇                                                   | 上線日期      |
| ------ | ----------- | -------------------------------- | ------------------------------- | ------------------------------------------------------ | ------------- |
| 11     | 1           | 再來一次 K.I.S.S. Me Again       | 凱蒂納·梅迪納·莫拉              | Jessica O'Toole                                        | 2025年1月16日 |
| 12     | 2           | 沒被吻過 Never Been Kissed       | 凱蒂納·梅迪納·莫拉              | 希布恩·薇薇安                                          | 2025年1月16日 |
| 13     | 3           | 新年之吻 New Year's Kiss         | 史蒂芬·土田                     | 莎拉·崔                                                | 2025年1月16日 |
| 14     | 4           | 親吻和坦承 Kiss and Tell         | 史蒂芬·土田                     | 阿蘭娜·貝內特                                          | 2025年1月16日 |
| 15     | 5           | 表姊妹的親密接觸 Kissing Cousins | 安娜·馬斯特羅                   | George Northy                                          | 2025年1月16日 |
| 16     | 6           | 言歸於好 Kiss and Make Up        | 安娜·馬斯特羅                   | 妮娜·金（Nina Kim）                                    | 2025年1月16日 |
| 17     | 7           | 厄運難逃 Kiss of Death           | 舍溫·希拉蒂 （Sherwin Shilati） | 希布恩·薇薇安、 勞爾·馬汀·羅梅羅（Raul Martin Romero） | 2025年1月16日 |
| 18     | 8           | 以吻封印 Sealed with a Kiss      | 舍溫·希拉蒂                     | 瓦倫蒂娜·加爾薩                                        | 2025年1月16日 |

## 製作
本劇是韓裔美籍作家韓珍妮的系列小說作品《愛的過去進行式》與同名電影的衍生劇，在這之前，Netflix已經發行過三部改編自此系列的電影，由拉娜·康多與諾亞·森迪尼奧主演的《愛的過去進行式》（2018年）、《愛的過去進行式：P.S.我仍愛你》（2020年）以及《愛的過去進行式：真愛永遠》（2021年）。
2021年3月，宣布本劇正在開發中，將會是一部每集時長30分鐘的浪漫喜劇影集。由驚歎電視公司與ACE娛樂公司（ACE Entertainment）共同為Netflix製作，而原作作者韓珍妮將會是本劇的創作者、編劇與執行製作人，她與希布恩·薇薇安一起撰寫試播集的劇本。2021年10月，Netflix確定本劇第一季共有十集，並宣布莎夏·羅斯柴爾德和麥特·卡普蘭將與韓珍妮一起擔任執行製作人，前者也將擔任編劇之一。

### 選角
2021年4月，宣布安娜·卡思卡特將繼續飾演她在電影《愛的過去進行式》中的角色凱蒂·宋·科維（Kitty Song Covey）。2022年4月5日，宣布崔民英、安東尼·凱文（Anthony Keyvan）、金祉雅（Gia Kim）、李相憲、彼得·森瓦（Peter Thurnwald）與蕾根·艾利亞（Regan Aliyah）等人擔任主要角色，金倫珍、邁克爾·K·李與喬絲琳·謝爾弗（Jocelyn Shelfo）則以常設角色加入劇組。

### 拍攝
2022年3月28日，第一季的主體拍攝於韓國首爾開始進行數週的拍攝，並於同年6月7日結束。
劇中的出現的真實場景包括：
- 桂園藝術大學（首爾韓國私立學校）
- 天安獨立紀念館（英语：Independence Hall of Korea）（才藝表演舉行場地）
- 國立世宗圖書館（學校圖書館）
- 東大門設計廣場（迎新派對）
- 明洞（韓侑莉登場的精品店）
- 西將臺（登山健行）
- 百樂達斯城（民豪辦的高級派對）
- 靈興島（露營場地）

## 發行
2023年4月25日，完整預告片正式發行。2023年5月18日，《愛你的凱蒂》在Netflix全球同步上映。播出後當週便登上90個國家的前十名影集排行榜，並在20多個國家排名第一。
2023年6月14日，Netflix續訂了第二季。

## 大眾迴響
根据評論匯總网站爛番茄汇总的22篇评论文章，82%的评论家给予该作正面评价，平均打分为5.80分（满分10分）。该网站总结的评论家共识是“《愛你的凱蒂》是影迷喜愛的所有浪漫電影的延伸，直擊人心並找到它的印記。”
《愛你的凱蒂》在影視評論網站Metacritic上獲得8位影評人給予平均68分且「總體好評」的評價，其中唯一的一則負評來自《Collider》的艾比·卡文諾（Abby Cavenaugh），她說道：「安娜·卡思卡特（女主角）在《愛的過去進行式》三部曲中是如此迷人，可惜她和她角色的潛力都浪費在《愛你的凱蒂》這樣混亂的劇情中，因為它的故事構思不佳，做作的場景只是為了搞笑，而且缺乏化學反應。」
雖然《愛你的凱蒂》在全球中的90個國家獲得相當不錯的收視成績，但這部劇在韓國似乎沒有受到太多的關注。《韓國先驅報》的記者李詩珍（Lee Si-jin）提到：「近幾年來逐漸強勢的韓國影視文化，使韓國人可能比較少關注有關韓國內容的國外影劇。」、「校園愛情故事已經過時了，韓國人已經看夠了像《花樣男子》、《繼承者們》或是《請回答1994》這樣的劇情。」以及「血腥的復仇驚悚片和動作片成為韓劇的最新趨勢，取代了曾經是主流類型的愛情片。」

## 外部連結
- 在Netflix上觀看《愛你的凱蒂》
- 互联网电影数据库（IMDb）上《愛你的凱蒂》的资料（英文）
- 爛番茄上《愛你的凱蒂》的資料（英文）
- 《愛你的凱蒂》的Instagram帳戶
- Metacritic上《《愛你的凱蒂》》的資料
- 豆瓣电影上《愛你的凱蒂》的資料 （简体中文）